# Municipio Cuauhtémoc (Chihuahua)
Koordinaten: 28° 46′ N, 106° 56′ W
Cuauhtémoc ist ein Municipio mit etwa 155.000 Einwohnern im mexikanischen Bundesstaat Chihuahua. Das Municipio hat eine Fläche von 3613,2 km². Verwaltungssitz und größter Ort des Municipios ist Cuauhtémoc.

## Geographie
Das Municipio Cuauhtémoc liegt im Zentrum des Bundesstaats Chihuahua auf einer Höhe zwischen 1800 m und 2900 m. 97 % des Municipios zählen zur physiographischen Provinz der Sierra Madre Occidental. Es liegt zu 92 % im endorheischen Becken der Cuencas Cerradas del Norte (Casas Grandes), gut 4 % liegen in der hydrologischen Region Bravo-Conchos und entwässern in den Golf von Mexiko, die restlichen knapp 4 % liegen in der Region Sonora Sur und entwässern in den Golf von Kalifornien. Die Geologie des Municipios wird zu 41 % von Konglomeratgestein bestimmt bei 29 % rhyolithischem Tuff, 17 % Basalt und 7 % Alluvionen; vorherrschende Bodentypen im Municipio sind der Leptosol (25 %), Luvisol (21 %), Phaeozem (19 %), Regosol und Vertisol (je knapp 11 %). 43 % der Gemeindefläche werden ackerbaulich genutzt, 34 % sind bewaldet, 17 % dienen als Weideland.
Das Municipio grenzt an die Municipios Namiquipa, Riva Palacio, Santa Isabel, Gran Morelos, Cusihuiriachi, Guerrero und Bachíniva.

## Bevölkerung
Beim Zensus 2010 wurden im Municipio 154.639 Menschen in 42.356 Wohneinheiten gezählt. Davon wurden 2284 Personen als Sprecher einer indigenen Sprache registriert, darunter 1837 Sprecher der Tarahumara-Sprache. 2,3 Prozent der Bevölkerung waren Analphabeten. 61.586 Einwohner wurden als Erwerbspersonen registriert, wovon gut 68,5 % Männer bzw. 3,3 % arbeitslos waren. 5,1 Prozent der Bevölkerung lebten in extremer Armut.

## Orte
Das Municipio Cuauhtémoc umfasst 396 bewohnte localidades, von denen der Hauptort sowie Colonia Anáhuac vom INEGI als urban klassifiziert sind. Elf Orte wiesen beim Zensus 2010 eine Einwohnerzahl von über 500 auf, 300 Orte hatten weniger als 100 Einwohner. Die größten Orte sind:
| Ort                     | Einwohner |
| Cuauhtémoc              | 114.007   |
| Colonia Anáhuac         | 009.952   |
| Colonia Obregón (Rubio) | 002.241   |
| La Quemada              | 001.272   |
| Lázaro Cárdenas         | 000.861   |